# Ренк, Зильке
Зильке Ренк (нем. Silke Renk, в замужестве — Ланге (нем. Lange), род. 30 июня 1967 года, Кверфурт, Саксония-Анхальт, ГДР) — бывшая немецкая метательница копья, олимпийская чемпионка 1992 года, бронзовый призёр чемпионата мира 1991 года в Токио. 

## Биография и карьера
Дебютировала на международных соревнованиях в 1988 году. В составе сборных команд ГДР и Германии участвовала в трёх Олимпиадах (1988, 1992, 1996).
В 2024 году Зильке Ренк была награждена орденом «За заслуги перед Федеративной Республикой Германия».

## Основные результаты
| Год  | Соревнования                        | Место проведения   | Место  | Результат |
| ---- | ----------------------------------- | ------------------ | ------ | --------- |
| 1988 | Летние Олимпийские игры             | Сеул, Южная Корея  | 5      | 66.38 м   |
| 1989 | Летняя Универсиада                  | Дуйсбург, ФРГ      | 1      | 63.56 м   |
| 1990 | Чемпионат Европы по лёгкой атлетике | Сплит, Югославия   | 4      | 64.76 м   |
| 1991 | Чемпионат мира по лёгкой атлетике   | Токио, Япония      | 3      | 66.80 м   |
| 1992 | Летние Олимпийские игры             | Барселона, Испания | 1      | 68.34 м   |
| 1993 | Чемпионат мира по лёгкой атлетике   | Штутгарт, Германия | 6      | 64.00 м   |
| 1995 | Чемпионат мира по лёгкой атлетике   | Гётеборг, Швеция   | 13 (q) | 59.86 м   |
| 1996 | Летние Олимпийские игры             | Атланта, США       | 13 (q) | 59.70 м   |
| 1997 | Чемпионат мира по лёгкой атлетике   | Афины, Греция      | 13 (q) | 60.72 м   |